# Norbert Walter-Borjans
Norbert Walter-Borjans, född 17 september 1952 i Krefeld-Uerdingen, är en tysk ekonom och politiker. Sedan 6 december 2019 är han tillsammans med Saskia Esken partiledare för Tysklands socialdemokratiska parti. Han var 2010-2017 finansminister i förbundslandet Nordrhein-Westfalen.

## Partiledare
SPD:s partiledare Andrea Nahles avgick från sin post i juni 2019, efter ett år på posten, på grund av fortsatt minskat väljarstöd och ett mycket dåligt resultat i Europaparlamentsvalet, 15,8 procent av rösterna. Förslag på efterträdare togs fram genom medlemsomröstning inom SPD, med det formella beslutet på partikonferensen i december 2019. I den första omgången i slutet av oktober 2019 fick finansminister Olaf Scholz och Klara Geywitz flest röster, 22,7 procent, med Walter-Borjans och Esken på andra plats med 21,0 procent. Eftersom inget kandidatpar fick egen majoritet genomfördes en andra medlemsomröstning i slutet av november. I denna fick Walter-Borjans och Esken 53 procent mot 45 procent för Scholz och Geywitz. Scholz och Geywitz hade uttalat sig för att stanna i den stora koalitionen med CDU, medan Walter-Borjans och Esken, som räknas till SPD:s vänsterfalang, sagt att de var villiga att lämna samarbetet. Ett förslag om att omedelbart lämna samarbetet röstades dock ner på den kongress som valde Walter-Borjans och Esken till partiledare.
Esken och Walter-Borjans har fått det gemensamma smeknamnet "Eskabo".